# Chondrodesmus falciphallus
Chondrodesmus falciphallus är en mångfotingart som beskrevs av Chamberlin 1933. Chondrodesmus falciphallus ingår i släktet Chondrodesmus och familjen Chelodesmidae. Inga underarter finns listade i Catalogue of Life.